# Aricoris
Genre
Aricoris est un genre d'insectes lépidoptères de la famille des Riodinidae et de la sous-famille des Riodininae. 
Ils résident en Amérique du Sud.

## Dénomination
Le genre a été nommé par John Obadiah Westwood en 1851.

## Liste des espèces
- Aricoris aurinia (Hewitson, [1863]); présent au Uruguay et au Brésil
- Aricoris campestris (Bates, 1868); présent au Brésil.
- Aricoris caracensis (Callaghan, 2001); présent au Brésil.
- Aricoris chilensis (C. & R. Felder, 1865); présent en Bolivie, en Uruguay, au Chili et en Argentine
- Aricoris cinericia (Stichel, 1910); présent au Uruguay et en Argentine
- Aricoris colchis (C. & R. Felder, 1865); présent au Brésil.
- Aricoris constantius (Fabricius, 1793); présent au Brésil.
- Aricoris domina (Bates, 1865); présent à Panama et au Costa Rica.
- Aricoris epulus (Cramer, [1775]); présent au Surinam, en Argentine et au Brésil
- Aricoris erostratus (Westwood, 1851); présent à Panama, en Colombie et au Venezuela.
- Aricoris gauchoana (Stichel, 1910); présent au Uruguay
- Aricoris hubrichi (Stichel, 1926); présent au Uruguay et en Argentine
- Aricoris incana (Stichel, 1910); présent au Pérou et en Argentine
- Aricoris indistincta (Lathy, 1932); présent au Uruguay et en Argentine
- Aricoris middletoni (Sharpe, 1890); présent au Brésil.
- Aricoris montana (Schneider, 1937); présent au Uruguay et en Argentine
- Aricoris notialis (Stichel, 1910); présent en Argentine
- Aricoris propitia (Stichel, 1910); présent au Brésil.
- Aricoris signata (Stichel, 1910); présent au Brésil.
- Aricoris terias Godman, 1903; présent au Paraguay et en Argentine
- Aricoris zachaeus (Fabricius, 1798); présent en Guyane

### Source
- funet